# Tamme staadion
Das Tamme staadion ist ein Fußballstadion mit Leichtathletikanlage im Stadtteil Tammelinn der estnischen Stadt Tartu. Es fasst auf seinen Tribünen 1600 Besucher. Das Tamme staadion ist die Heimspielstätte der Fußballvereine JK Maag Tammeka Tartu und Tartu SK 10. Daneben umfasst der Stadionkomplex verschiedene Sportsäle, Basketballfelder, eine Tennisanlage und im Winter eine Schlittschuhbahn.

## Geschichte
Der ursprüngliche Sportpark wurde 1928 von dem Architekten Arnold Matteus entworfen. Die Arbeiten wurden 1932 abgeschlossen. 1936 wurde eine Zuschauertribüne hinzugefügt. Seitdem wird das Stadion für Erstligaspiele der estnischen Fußballliga genutzt. Insbesondere von 1945 bis 1955 fanden im Tamme Staadion zahlreiche internationale Leichtathletikwettbewerbe statt, daneben aber auch einige estnische Sängerfeste.
In den 1960er Jahren wurde die Anlage umfassend renoviert und 1973 erneut in Betrieb genommen. Ein Großbrand zerstörte 1997 weite Teile der Stadionanlage, der ein Jahr später zu einem Neubau durch die Architekten Andres Siim und Kristel Ausing führte. 2007 und 2008 fanden weitgehende Umbauarbeiten statt, die etwa 14 Millionen Estnische Kronen (etwa 900.000 Euro) kosteten. Das Tamme staadion entspricht nun den Anforderungen der International Association of Athletics Federations (IAAF).